# Piniphoma
Piniphoma is een monotypisch geslacht van schimmels behorend tot de familie Phaeosphaeriaceae. Het bevat alleen Piniphoma wesendahlina.